# كامباغنانو دي روما
كامباغنانو دي روما هي بلدة تقع في العاصمة روما في إيطاليا .

## السكان
في سنة 1871 بلغ عدد السكان 1٬871 نسمة، وتطور العدد ليصل في سنة 2011 لـ 11٬107 نسمة.
يظهر هذا المخطط البياني تطور النمو السكاني لـ كامباغنانو دي روما

## أعلام
- بيترو فينتوري